# Shiva Makinian
 (août 2025).
La mise en forme du texte ne suit pas les recommandations de Wikipédia : il faut le « wikifier ».
Les points d'amélioration suivants sont les cas les plus fréquents. Le détail des points à revoir est peut-être précisé sur la page de discussion.
- Les titres sont pré-formatés par le logiciel. Ils ne sont ni en capitales, ni en gras.
- Le texte ne doit pas être écrit en capitales (les noms de famille non plus), ni en gras, ni en italique, ni en « petit »…
- Le gras n'est utilisé que pour surligner le titre de l'article dans l'introduction, une seule fois.
- L'italique est rarement utilisé : mots en langue étrangère, titres d'œuvres, noms de bateaux, etc.
- Les citations ne sont pas en italique mais en corps de texte normal. Elles sont entourées par des guillemets français : « et ».
- Les listes à puces sont à éviter, des paragraphes rédigés étant largement préférés. Les tableaux sont à réserver à la présentation de données structurées (résultats, etc.).
- Les appels de note de bas de page (petits chiffres en exposant, introduits par l'outil «  Source ») sont à placer entre la fin de phrase et le point final[comme ça].
- Les liens internes (vers d'autres articles de Wikipédia) sont à choisir avec parcimonie. Créez des liens vers des articles approfondissant le sujet. Les termes génériques sans rapport avec le sujet sont à éviter, ainsi que les répétitions de liens vers un même terme.
- Les liens externes sont à placer uniquement dans une section « Liens externes », à la fin de l'article. Ces liens sont à choisir avec parcimonie suivant les règles définies. Si un lien sert de source à l'article, son insertion dans le texte est à faire par les notes de bas de page.
- La présentation des références doit suivre les conventions bibliographiques. Il est recommandé d'utiliser les modèles {{Ouvrage}}, {{Chapitre}}, {{Article}}, {{Lien web}} et/ou {{Bibliographie}}. Le mode d'édition visuel peut mettre en forme automatiquement les références.
- Insérer une infobox (cadre d'informations à droite) n'est pas obligatoire pour parachever la mise en page.

Pour une aide détaillée, merci de consulter Aide:Wikification.
Si vous pensez que ces points ont été résolus, vous pouvez retirer ce bandeau et améliorer la mise en forme d'un autre article.
Shiva Makinian (née le 16 juillet 1988 à Ispahan ) est une actrice iranienne . Depuis l'âge de 18 ans, elle a participé à de nombreux festivals de théâtre prestigieux à travers le monde et est l'actrice iranienne qui a le plus joué à l'étranger. Ses performances dans des œuvres en anglais et en français sont l'une de ses spécialités.  
En plus d'avoir reçu le prix de la meilleure actrice au 26e Festival international de théâtre de Fajr et le prix de la meilleure actrice du Centre national des critiques de théâtre iraniens en 2013, elle a été nominée pour la meilleure actrice à trois festivals de théâtre de Fajr et à deux festivals d'acteurs.  Elle a également été membre du jury de scène au Festival provincial de théâtre de Téhéran en 2014. 
En plus de jouer au théâtre, Shiva Meki Nian est également active au cinéma. Elle a joué dans les films Hot Perfume, Eczema, Love and Madness, City of Chaos et Raz Kouche Bombast.  Elle a travaillé avec des réalisateurs tels que Roberto Cioli,  Hadi Marzban, Arash Dadgar et Arash Abbasi au théâtre.

## Vie
Shiva Makinian a débuté sa carrière à Ispahan en 1999 en jouant au théâtre . Elle a ensuite obtenu sa licence en théâtre, spécialité interprétation, à l'Université d'art et d'architecture de Téhéran. Elle a ensuite obtenu son master en théâtre, spécialité interprétation, à l'Université Tarbiat Modares de Téhéran. Shiva Makinian a présenté son mémoire de master intitulé « La vie et l'œuvre d'un acteur masculin ; Mehdi Hashemi (avec une approche de l'analyse des méthodes conventionnelles dans les expériences d'acteur) » , qui a reçu la note A du jury.

## Travaux

### jeu de théâtre
Année
Titre de la pièce
2005
Le Petit Prince
2006
La Ménagerie de verre
2007
En attendant Godot
2008
Un tramway nommé Désir
2010
Hedda Gabler
2012
La Mouette
2014
Mort d'un commis voyageur
2016
Macbeth
2018
Mademoiselle Julie
2020
Le Jardin des cerisiers

### Jugement du festival
| Nom du film              | Rôle   | Directeur               | Producteur                                                  | Année | Modèle        |
| ------------------------ | ------ | ----------------------- | ----------------------------------------------------------- | ----- | ------------- |
| Dehors derrière la porte | Mère   | Ali Shoorvarzi          | Hossein Mehroughi Cinéma de la jeunesse iranienne Neyshabur | 2020  | Court métrage |
| Intermédiaires           | Femme  | Siamak Kashif Azar      | Siamak Kashif Azar                                          | 2020  | Court métrage |
| Parfum chaud             | Maliha | Ali Ebrahimi            | Amir Shahab Rezavian                                        | 2017  | Film          |
| Eczéma                   | Rêve   | Mehran Mahdavian        | Ali Yazerloo - Ali Fatehi                                   | 2016  | Film          |
| 655                      |        | Abdul Mahdi Agah Manesh | Abdul Mahdi Agah Manesh                                     | 2016  | Court métrage |
| Le chemin caché          |        | Behrouz Sibt Rasoul     | Behrouz Sibt Rasoul                                         | 2016  | Court métrage |
| Amour et folie           |        | Hassan Najafi           | Mohammadreza Ahmadi                                         | 2015  | Film          |

### Téléthéâtre
| Nom de l'œuvre | Rôle  | Directeur      | Année |
| -------------- | ----- | -------------- | ----- |
| Atarnameh      | Femme | Asghar Khalili | 2005  |

### Séries TV
| Nom de l'œuvre              | Rôle                          | Directeur       | Année |
| --------------------------- | ----------------------------- | --------------- | ----- |
| <i id="mwAm4">Capital 7</i> | Shahrbanou Taghipour (Sherry) | Sirous Moghadam | 1403  |

## Arbitrage
- Festival de Théâtre Monolith ( Barcelone ) - Mai - 2019
- Festival Fringe d'Adélaïde - Silent House - 2018
- Festival international de théâtre d'Édimbourg -  Silent House - 2017
- Festival de théâtre des Nuits Blanches ( Mülheim ) - 2007 - Cercle de craie caucasien
- Festival de théâtre de la Ruhr - 2006 - Cercle
- Festival de théâtre de la Ruhr - 2006 - Etarranameh [1]
- Performance publique ( Cologne ) - 2007 - Cheveux blonds
- Brighton Fringe Festival -  Silent House - 2017
- Festival international de théâtre Steph en Suède -  The Door - 2016
- Festival de théâtre de Moscou -  Silent House - 2017
- Festival d'Avignon -  La Porte - 2017
- Festival international de théâtre de Liverpool -  Silent House - 2017
- Festival Fringe de Toronto -  La Porte - 2017

## Prix et distinctions

### Fiançailles
- Festival de théâtre de la province de Téhéran, du 16 novembre au 1er décembre 1402

## Ressources

### Récompenses
- A reçu le prix de la meilleure pièce au Festival de théâtre Monolith en Espagne pour la pièce « Moi »
- A reçu le prix du meilleur acteur au Festival international de théâtre de Fajr pour la pièce « Atrarnameh »
- A reçu le prix du meilleur acteur de l'année de la National Critics' Association pour la pièce « Night on a Wet Pavement » ;  2013
- A reçu le prix du meilleur acteur au Festival de théâtre de Sahebdelan pour la pièce « Conversation avec le vent » ;  2012
- A reçu le prix du meilleur acteur au Festival national du mois pour la pièce « Le poète du feu » ;  2006

- Nominée au Liverpool International Theatre Festival Canada pour son interprétation dans la pièce « Silent House » ;  2018
- Candidat au Festival international de théâtre de Fajr pour son rôle dans la pièce « Red Water » ;  2003